# Most im. Bronisława Malinowskiego
Most im. Bronisława Malinowskiego, česky most Bronisława Malinowského, je dlouhý ocelový příhradový most přes veletok Visla v severním Polsku. Most spojuje na pravém břehu okresní město Grudziądz (okres Grudziądz) a na levém břehu vesnici Michale (okres Świecie), obojí v Kujavsko-pomořském vojvodství. Je to nejdelší silniční a železniční most v Polsku. Délka mostu je 1098 m sestávající z 11 polí o rozpětí 92 m. Most přivádí veškerou dopravu ze západního směru do centra města Grudziądz.

## Historie mostu
Most byl postaven v letech 1876-1879. Po první světové válce, kdy se Grudziądz stal součástí Polska, měl být most demontovat a přemístěn na jiné místo, což se však nakonec nestalo. Během druhé světové války byl most dvakrát zničen a to v roce 1939 polskou armádou a v roce 1945 německým wehrmachtem. V letech 1947-1951 byl most obnoven podle projektu profesora Franciszka Szelągowského. Most byl pojmenován po atletovi a olympijském vítězi Bronisławu Malinowském, který na tomto mostě zahynul při dopravní nehodě 27. září 1981.

## Další informace
Několik kilometrů jižně od Grudziądzu byl v roce 2011 uveden do provozu železobetonový dálniční most na dálnici A1, který je dlouhý 1953,6 m a je nejdelším silničním mostem v Polsku. Kromě toho jsou v Grudziądzi také pozůstatky dvou nejstarších mostů v Polsku (z poloviny a konce třináctého století).

## Galerie

Most v různých pohledech
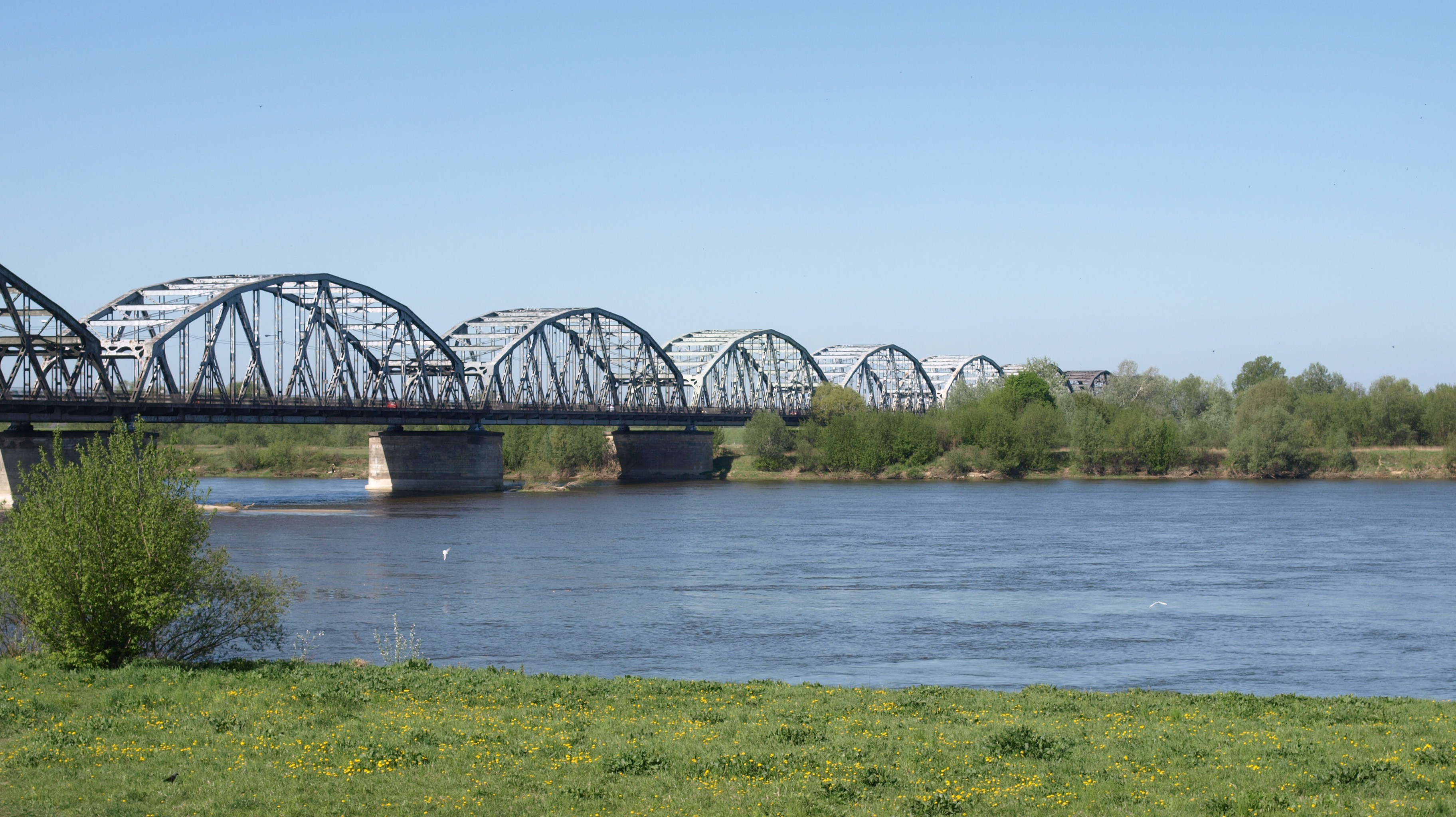
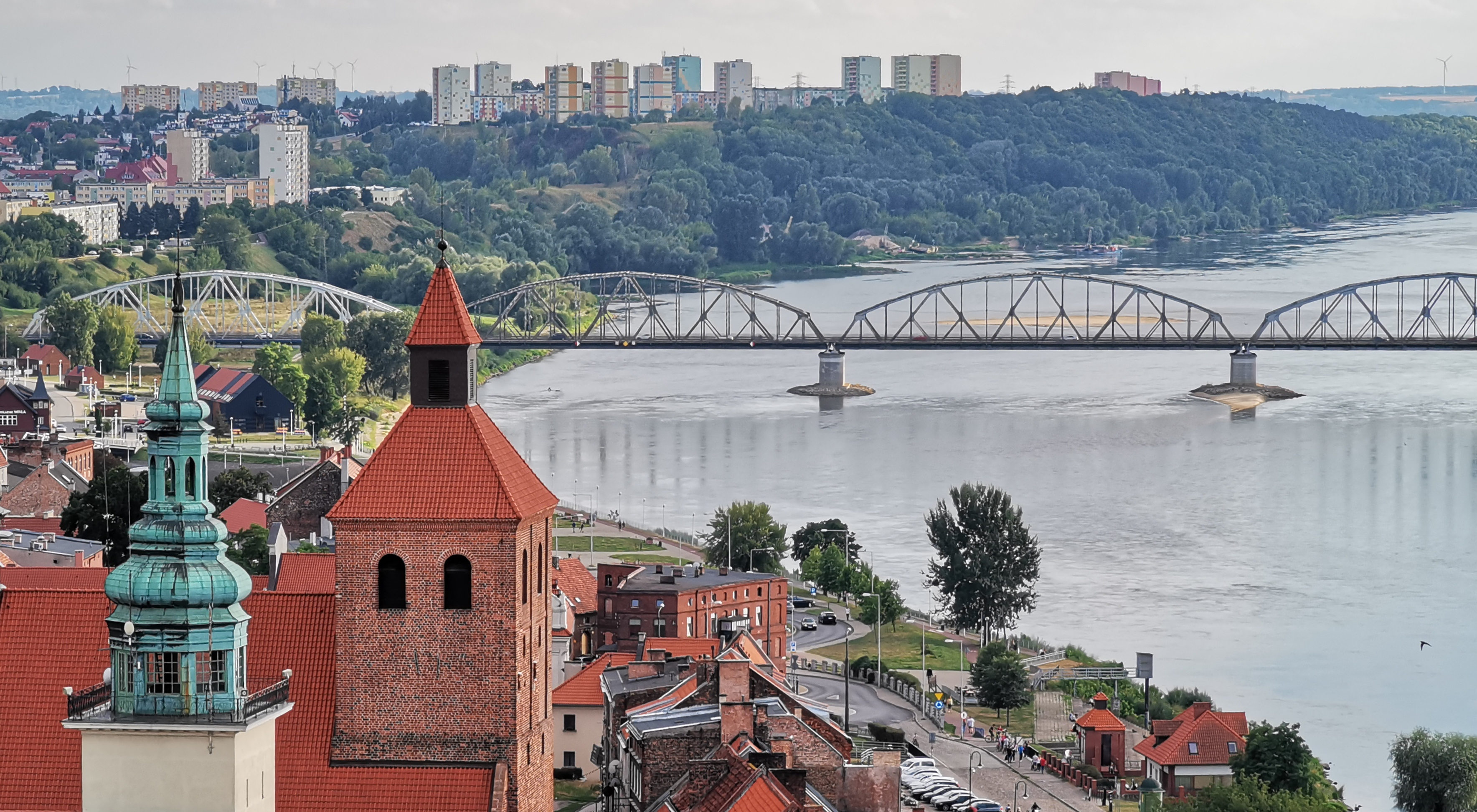
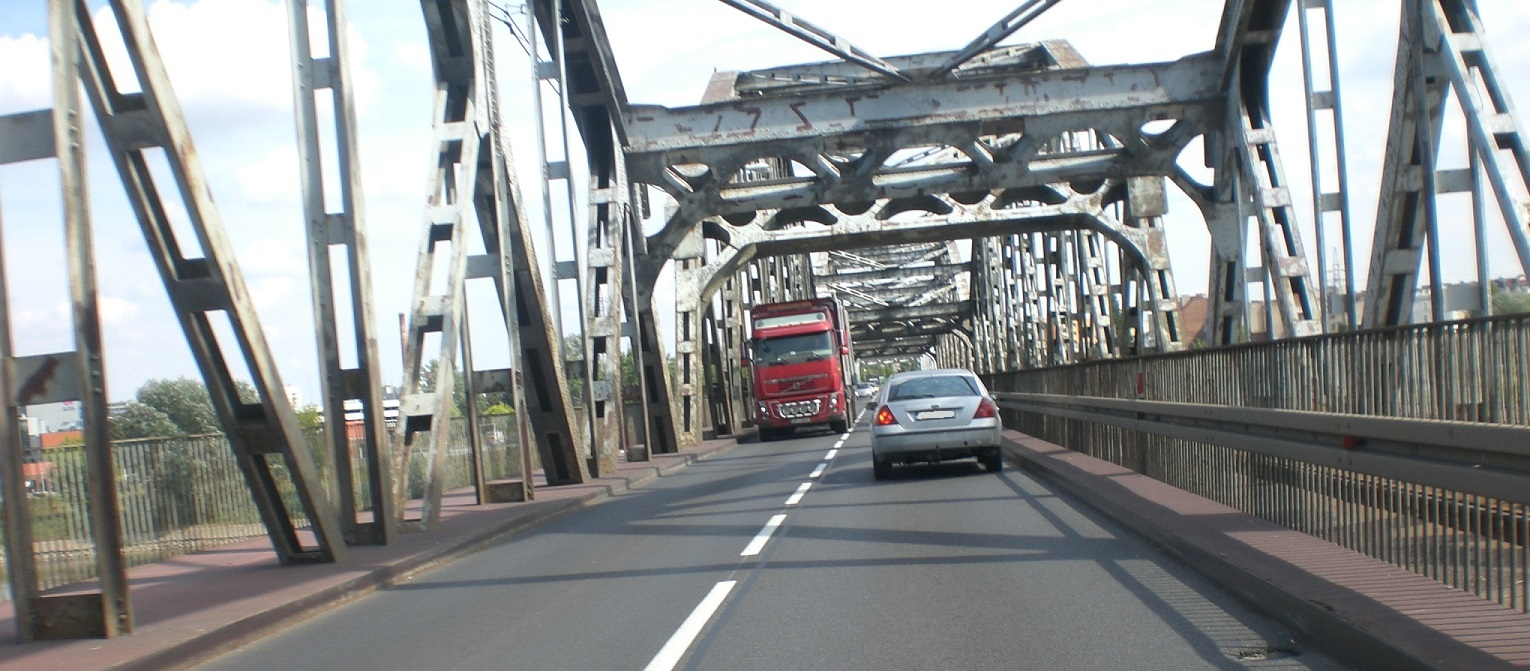
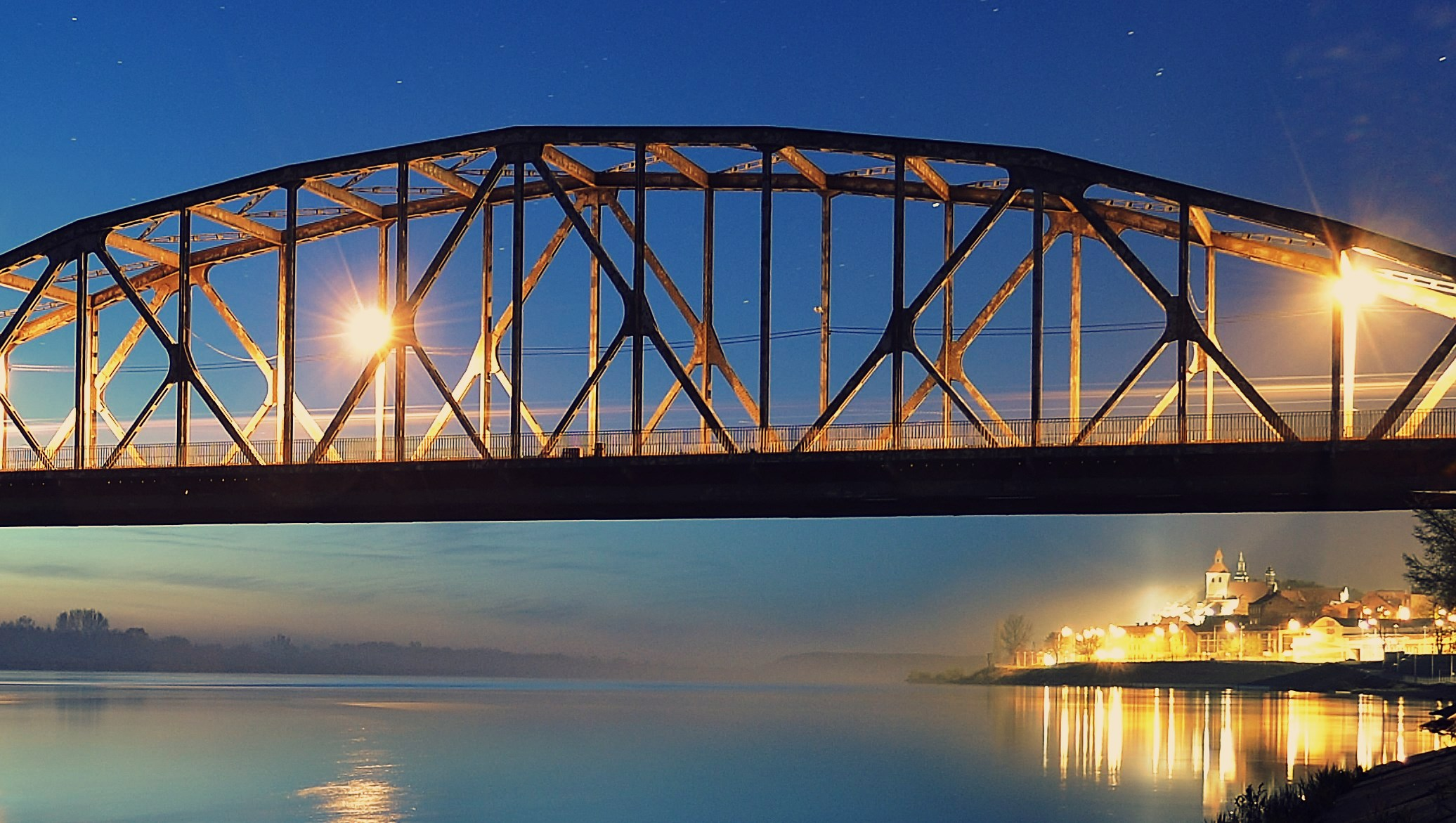
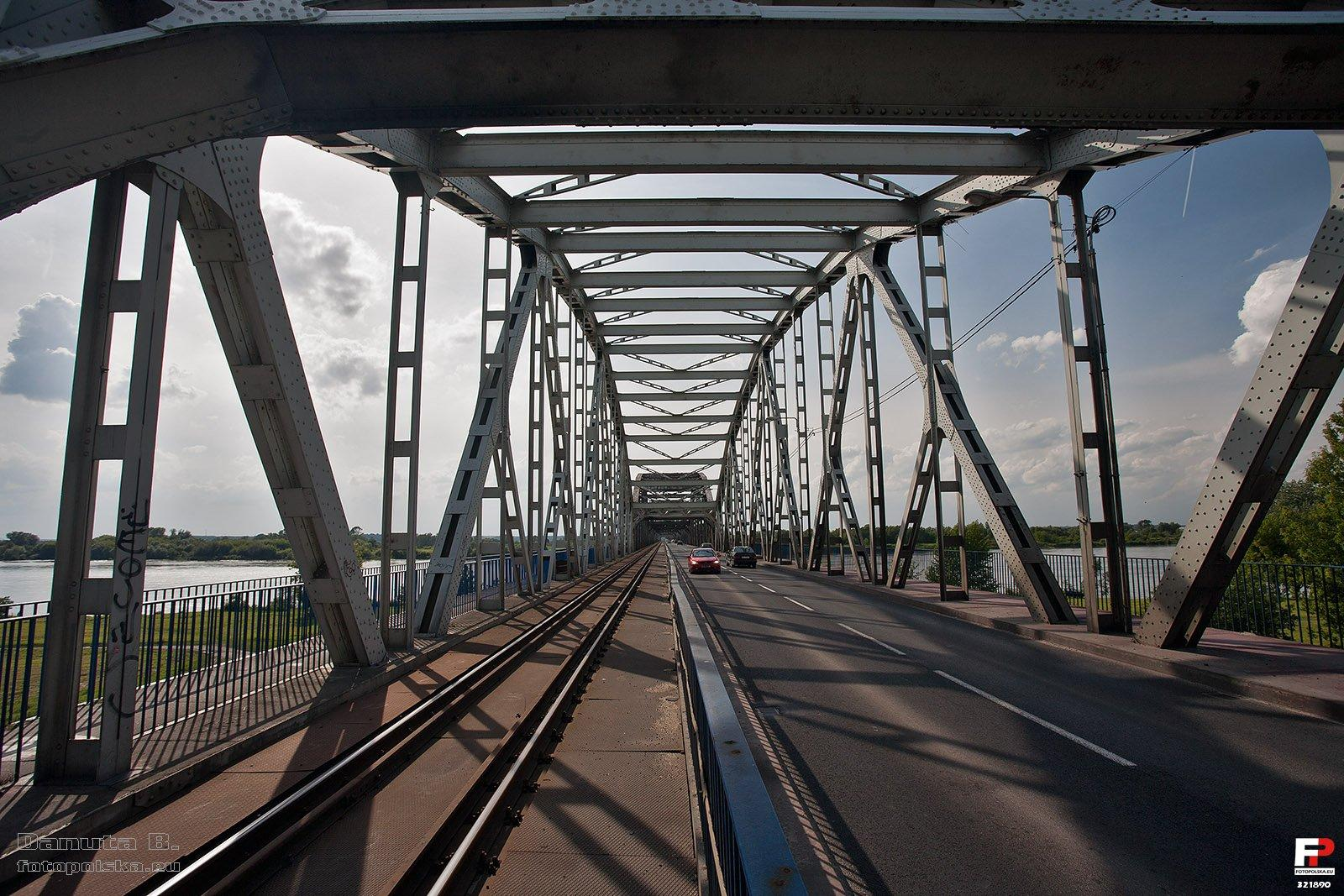
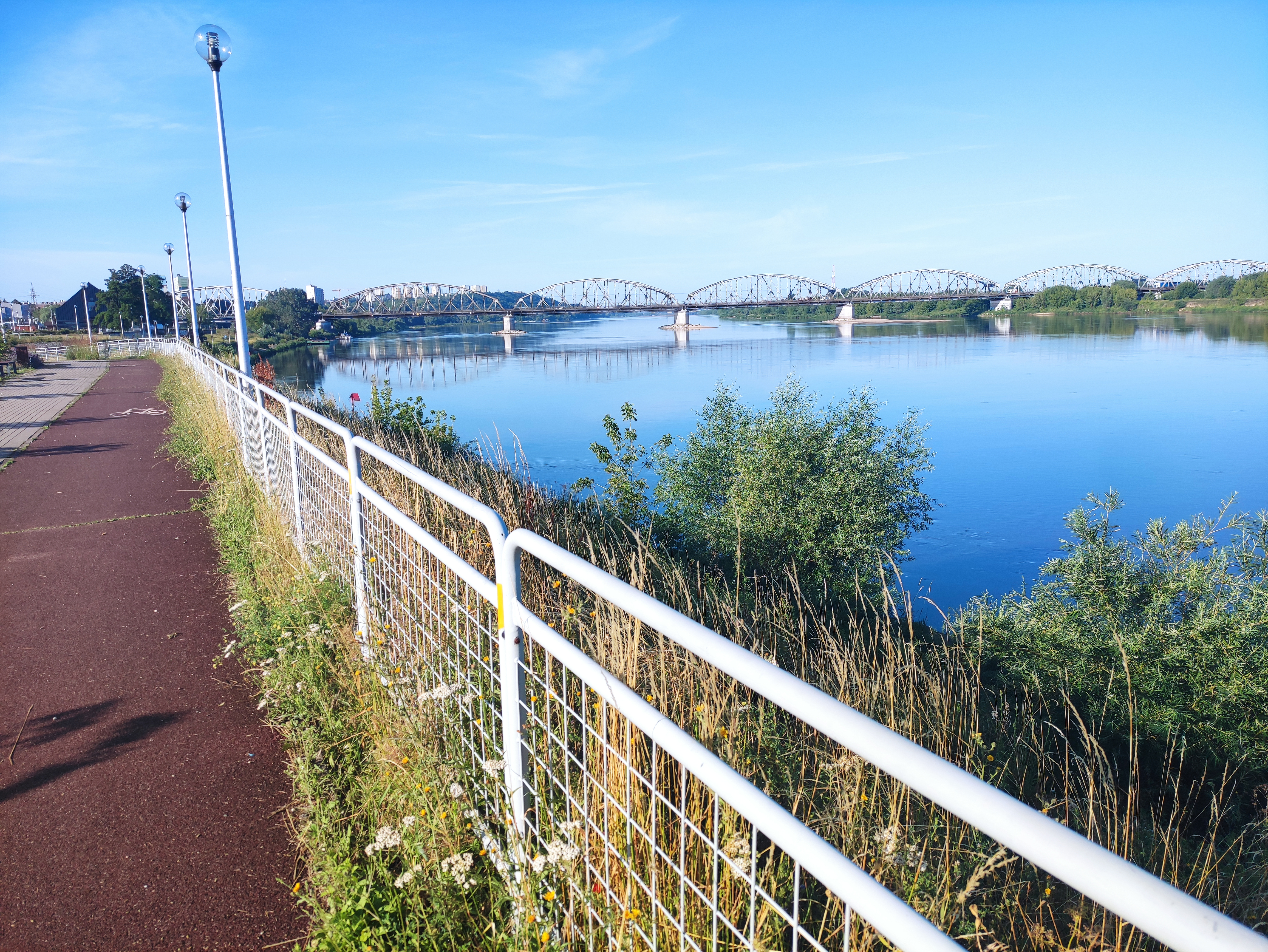